# Foggianello
Foggianello è una frazione di Melfi  che si trova a 6,42 km di distanza dal comune di appartenenza; si trova sul Monte Vulture a 536 metri sul livello del mare. Anticamente chiamata Matone, (sembra dal nome del latifondista che dei terreni che la circondano era proprietario), Foggianello si estende lungo un'unica strada che sale dal basso di una collina di roccia di tufo, a sinistra della strada le abitazioni sono tutte scavate in grosse grotte, mentre a destra le abitazioni sono appoggiate sul materiale prodotto dagli scavi delle grotte stesse.
Foggianello dista poche centinaia di metri dalle frazioni di Foggiano e San Giorgio, inoltre è situata a poca distanza dai Laghi di Monticchio appartenenti al comune di Atella e lo stabilimento della Gaudianello che ha sede invece a Monticchio Bagni, frazione del comune di Rionero in Vulture rinomata per la produzione di acque minerali.